# Rue Vieille-Boucherie
La rue Vieille-Boucherie est une voie bayonnaise (Pyrénées-Atlantiques), située dans le quartier du Grand Bayonne.

## Situation et accès
La rue s'étend de la rue d'Espagne, en face de la rue Passemillon, au carrefour entre les rues des Faures et Douer,.

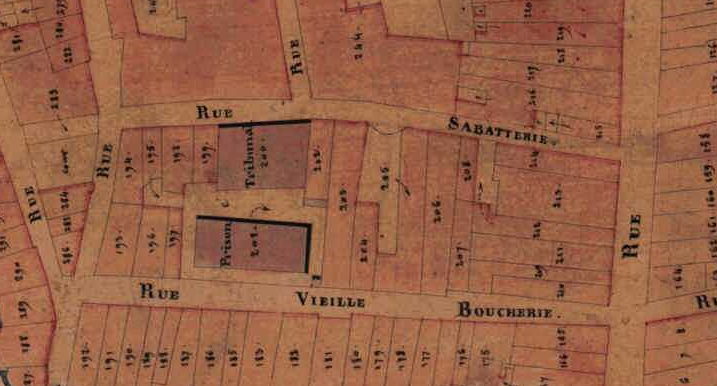
Cadastre napoléonien de 1831 où sont représentées les rues Sabaterie et Vieille-Boucherie.

## Origine du nom

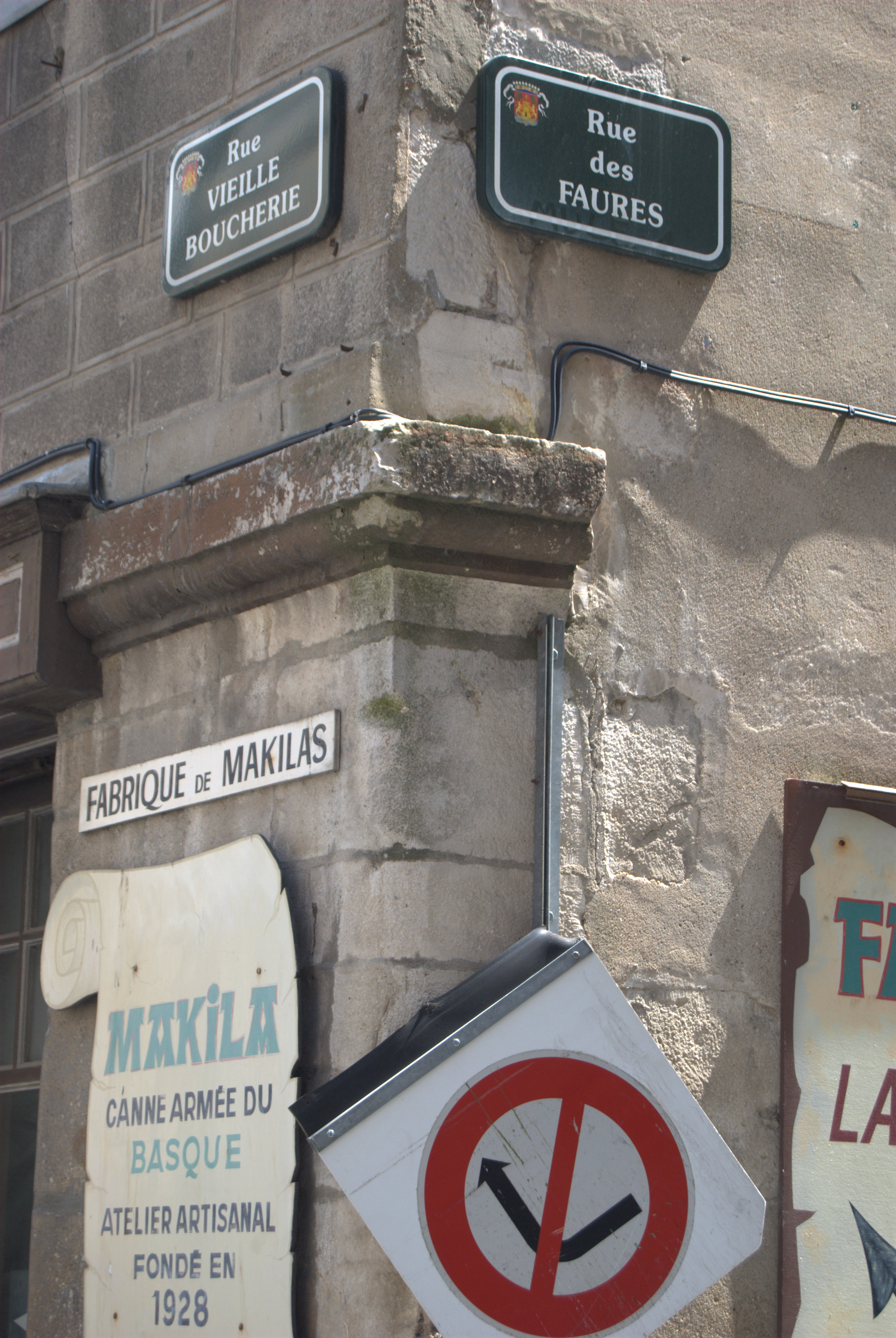
Panneaux des rues des Faures et Vieille-Boucherie.

La rue tire son nom de la corporation des bouchers qui y est présente au moins depuis le XIIIe siècle.

## Historique
Un diagnostic archéologique réalisé en 1993 montre l'occupation du site dès le Ier siècle. En 2007, de nouvelles fouilles mettent notamment en évidence un lot de céramique antique ainsi qu'un mur du IVe siècle ou Ve siècle,. Elles suggèrent que le site antique a une orientation différente de l'actuel.
Au XIIIe siècle elle porte le nom gascon de Carnaceirie ou Carnasseirie (qui provient du latin caro, carnis signifiant « viande »),. En 1314, elle est désignée comme « rue de la Boucherie » car la corporation des bouchers présente dans la rue au Moyen Âge n'a pas ses abattoirs dans la rue mais à proximité, ceux-ci y étant totalement interdits.
En 1716, elle prend son nom actuel et en 1725, la boucherie est mise en régie par la ville pour faire baisser les prix.
Les Dames de l'Union chrétienne ou de la foi, probablement moins de sept ou huit, s'établissent dans la rue au XVIIe siècle ou au XVIIIe siècle, et éduquent gratuitement les jeunes filles pauvres. À la Révolution, sur l'emplacement des Dames de la foi sont établis le tribunal et des prisons. En 1887, ceux-ci y sont encore présents pour peu de temps.

## Bâtiments remarquables et lieux de mémoire
- Jean Duvergier de Hauranne naît dans cette rue en 1581[D 9].
- no 23 : Georges Hérelle y vécut de 1896 à 1935.
- no 37 : la loge maçonnique de Bayonne y fut située pendant longtemps[D 10].

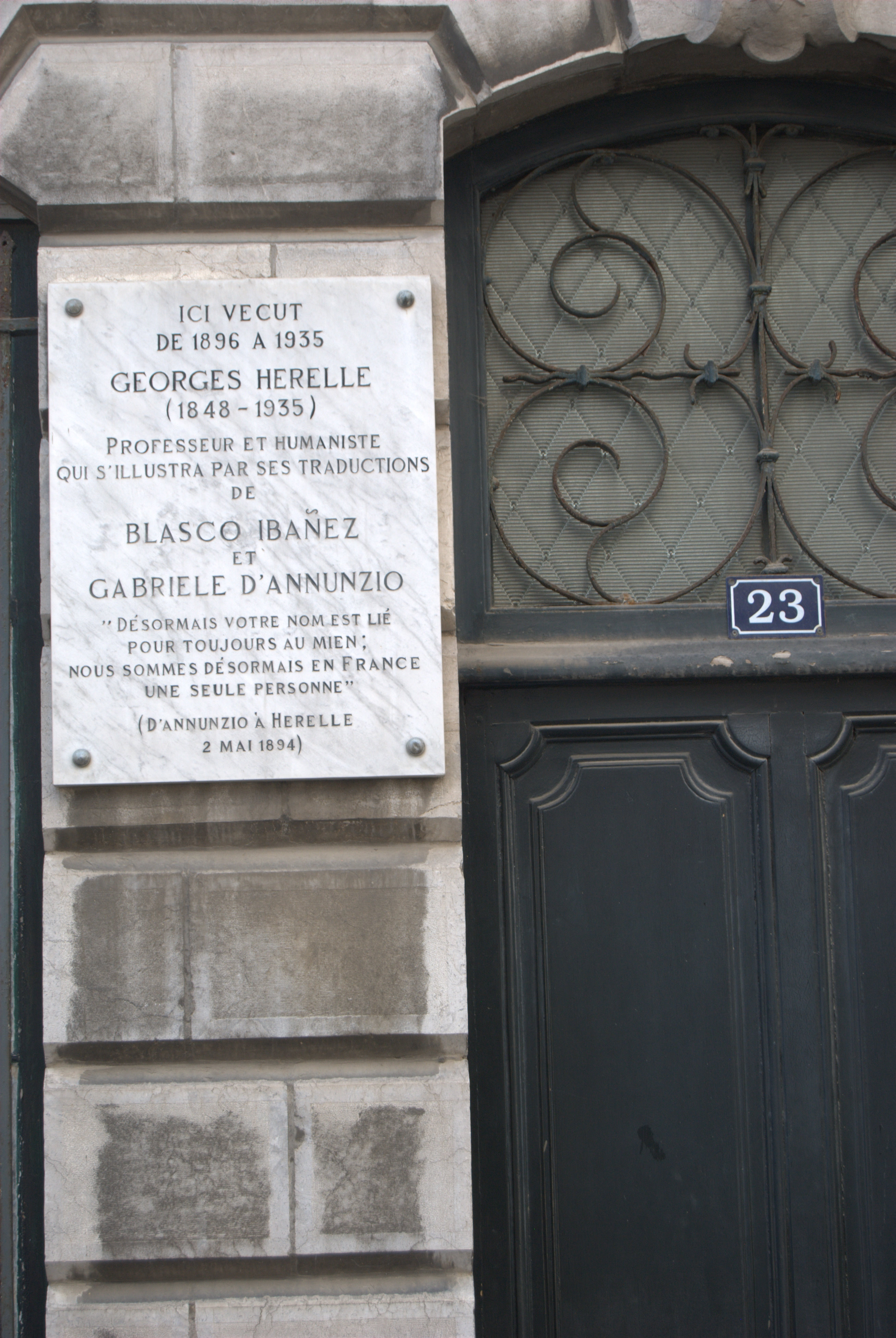
Plaque au 23, rue Vieille-Boucherie en l'honneur de Georges Hérelle.
L'espace entre les deux édifices a été piétonnisé.

En 2008 et 2009 sont construits entre les rues Sabaterie et Vieille-Boucherie deux édifices, le maître d'ouvrage de l'un étant un promoteur privé et celui de l'autre l'office HLM de Bayonne. L'ouvrage est nommé parmi les 100 bâtiments de l'année 2009 par le magazine Architecture Mouvement Continuité. L'édifice privé accueille une résidence hôtelière. L'espace entre les deux bâtiments, auparavant un parc de stationnement, devient piéton et fait l'objet d'un aménagement paysager.